# 2000年のJリーグ ディビジョン2
- 日本プロサッカーリーグ  > Jリーグ ディビジョン2 > 2000年のJリーグ ディビジョン2
- 2000年のスポーツ  > 2000年のサッカー >  2000年のJリーグ  > 2000年のJリーグ ディビジョン2

この項目では、2000年シーズンのJリーグ ディビジョン2（J2）について述べる。

## 概要
J2として2年目のシーズンとなる。

## 2000年シーズンのJ2のクラブ
2000年シーズンのJ2リーグのクラブは以下の通り。前年にJFLで好成績を残した水戸ホーリーホックが加盟したため、11クラブとなった。この内浦和レッドダイヤモンズと湘南ベルマーレ（ベルマーレ平塚改め）が前シーズンのJ1リーグからの降格クラブである。
※前年度成績=特記なきものは1999年J2のもの
| チーム名               | 監督             | 所在 都道府県 | ホームスタジアム                           | 前年成績 |
| ---------------------- | ---------------- | ------------- | ------------------------------------------ | -------- |
| コンサドーレ札幌       | 岡田武史         | 北海道        | 札幌厚別公園競技場                         | 5位      |
| ベガルタ仙台           | 清水秀彦         | 宮城県        | 仙台スタジアム                             | 9位      |
| モンテディオ山形       | 植木繁晴         | 山形県        | 山形県総合運動公園陸上競技場               | 7位      |
| 水戸ホーリーホック     | バビチ・ブランコ | 茨城県        | ひたちなか市総合運動公園陸上競技場（暫定） | JFL3位   |
| 大宮アルディージャ     | 三浦俊也         | 埼玉県        | 埼玉県営大宮公園サッカー場                 | 6位      |
| 浦和レッドダイヤモンズ | 斉藤和夫         | 埼玉県        | 浦和市駒場スタジアム                       | J1 15位  |
| 湘南ベルマーレ         | 加藤久           | 神奈川県      | 平塚競技場                                 | J1 16位  |
| ヴァンフォーレ甲府     | 塚田雄二         | 山梨県        | 山梨県小瀬スポーツ公園陸上競技場           | 10位     |
| アルビレックス新潟     | 永井良和         | 新潟県        | 新潟市陸上競技場                           | 4位      |
| サガン鳥栖             | 高祖和弘         | 佐賀県        | 鳥栖スタジアム                             | 8位      |
| 大分トリニータ         | 石﨑信弘         | 大分県        | 大分市営陸上競技場（暫定）                 | 3位      |

## スケジュール
3月11日に開幕し、11月19日に閉幕した。クラブ数が11と奇数であったため、各節で1チームが試合なしという変則日程となり、全44節が行われた。J1の中断期間中（5月～6月、8月～11月）もJ2リーグは中断なく開催された。

## リーグ概要
前年に昇格を逃したコンサドーレ札幌が、序盤から安定した強さを見せ大差をつけて優勝と昇格を決定した。大方の予想で優勝候補筆頭と言われた浦和レッドダイヤモンズは、2部リーグ特有の戦術や過密日程に苦しめられたが、最終節でかろうじて大分トリニータを振り切り、2位で昇格を決めた。大分は前年に続き、勝ち点1の差で昇格を逃した。(2000年J2最終節を参照のこと)
また、この年はヴァンフォーレ甲府経営危機問題が表面化した年でもあった。経営面の低迷が影響し、チームも25連敗と不名誉な記録を作ることになった。
この年から参加している水戸ホーリーホックは那珂町・笠松運動公園陸上競技場が改修中、また本来のホームタウンである水戸市・水戸市立競技場がJリーグ基準のスペックを満たしておらず開催数に制限があったため、ひたちなか市のひたちなか市総合運動公園陸上競技場を暫定本拠地とした。

## 順位表
| 順 | チーム                   | 試 | 勝 | 延勝 | 分 | 敗 | 得 | 失 | 差  | 点 | 出場権または降格 |
| -- | ------------------------ | -- | -- | ---- | -- | -- | -- | -- | --- | -- | ---------------- |
| 1  | コンサドーレ札幌 (C) (P) | 40 | 27 | 4    | 5  | 4  | 71 | 22 | +49 | 94 | J1 2001へ昇格    |
| 2  | 浦和レッズ (P)           | 40 | 23 | 5    | 3  | 9  | 82 | 40 | +42 | 82 | J1 2001へ昇格    |
| 3  | 大分トリニータ           | 40 | 26 | 0    | 3  | 11 | 80 | 38 | +42 | 81 |                  |
| 4  | 大宮アルディージャ       | 40 | 21 | 2    | 1  | 16 | 55 | 49 | +6  | 68 |                  |
| 5  | ベガルタ仙台             | 40 | 15 | 4    | 2  | 19 | 60 | 69 | −9  | 55 |                  |
| 6  | サガン鳥栖               | 40 | 13 | 2    | 5  | 20 | 41 | 52 | −11 | 48 |                  |
| 7  | アルビレックス新潟       | 40 | 11 | 4    | 5  | 20 | 54 | 63 | −9  | 46 |                  |
| 8  | 湘南ベルマーレ           | 40 | 12 | 3    | 1  | 24 | 59 | 71 | −12 | 43 |                  |
| 9  | 水戸ホーリーホック       | 40 | 9  | 6    | 4  | 21 | 37 | 61 | −24 | 43 |                  |
| 10 | モンテディオ山形         | 40 | 9  | 2    | 2  | 27 | 40 | 61 | −21 | 33 |                  |
| 11 | ヴァンフォーレ甲府       | 40 | 5  | 0    | 3  | 32 | 31 | 84 | −53 | 18 |                  |

最終更新は2000年11月19日の試合終了時
出典: J.League Data Site
順位の決定基準: 1. 勝点; 2. 得失点差; 3. 得点数.

## 得点ランキング
| 順位 | 選手                         | 得点 |
| ---- | ---------------------------- | ---- |
| 1    | エメルソン（札幌）           | 31   |
| 2    | ウィル（大分）               | 22   |
| 3    | 鳴尾直軌（新潟）             | 17   |
| 4    | 播戸竜二（札幌）             | 15   |
| 4    | ジョルジーニョ（大宮）       | 15   |
| 6    | 永井雄一郎（浦和）           | 12   |
| 6    | 松原良香（湘南）             | 12   |
| 8    | アンジェイ・クビツァ（浦和） | 11   |
| 8    | 前園真聖（湘南）             | 11   |
| 8    | 鈴木慎吾（新潟）             | 11   |